# Ljungby socken, Södra Möre
Ljungby socken i Småland ingick i Södra Möre härad, ingår sedan 1971 i Kalmar kommun och motsvarar från 2016 Ljungby distrikt i Kalmar län.
Socknens areal är 125,9 kvadratkilometer, varav land 125,2. År 2000 fanns här 4 190 invånare. En del av tätorten Vassmolösa, tätorten Trekanten samt  tätorten Ljungbyholm med sockenkyrkan Ljungby kyrka ligger i socknen. 

## Administrativ historik
Ljungby socken har medeltida ursprung. Kyrkans äldsta delar dateras till 1200-talets början, men 'Lyongby sokn' omtalas i skriftliga källor första gången 1384.
Vid kommunreformen 1862 övergick socknens ansvar för de kyrkliga frågorna till Ljungby församling och för de borgerliga frågorna till Ljungby landskommun. Landskommunen inkorporerades 1952 i Ljungbyholms landskommun och uppgick sedan 1971 i Kalmar kommun.
1 januari 2016 inrättades distriktet Ljungby, med samma omfattning som församlingen hade 1999/2000.  
Socknen har tillhört samma fögderier och domsagor som Södra Möre härad.
Socken indelades fram till 1901 i (tillsammans med Sankt Sigfrids socken) 123 båtsmanshåll, vars båtsmän tillhörde Södra Möres 1:a båtsmanskompani.

## Geografi
Ljungby socken ligger vid Kalmarsund, sydväst om Kalmar med slättbygd omkring Ljungbyån i norr och skogsbygd i väster.

## Fornminnen
Minst 40 boplatser från stenåldern är kända. Dessutom flera rösen och storhögar från bronsåldern samt ett 20-tal järnåldersgravfält.

## Namnet
Namnet (1248 Longby), taget från kyrkbyn, består av förledet ljung och efterledet by.

### Fotnoter
1. 1 2 3  Svensk Uppslagsbok andra upplagan 1947–1955: Ljungby socken
2. 1 2  Harlén, Hans; Harlén Eivy (2003). Sverige från A till Ö: geografisk-historisk uppslagsbok. Stockholm: Kommentus. Libris 9337075. ISBN 91-7345-139-8
3. ↑  DMS 4:1 Möre
4. ↑  Administrativ historik för Ljungby socken (Klicka på församlingsposten). Källa: Nationella arkivdatabasen, Riksarkivet.
5. ↑  "Ostkanten" om Blekinge och Södra Möres båtsmän
6. 1 2 3  Nationalencyklopedin
7. 1 2  Sjögren, Otto (1931). Sverige geografisk beskrivning del 2 Östergötlands, Jönköpings, Kronobergs, Kalmar och Gotlands län. Stockholm: Wahlström & Widstrand. Libris 9939
8. ↑  Fornlämningar, Statens historiska museum: Ljungby socken, Södra Möre
9. ↑  Fornminnesregistret, Riksantikvarieämbetet: Ljungby socken, Södra Möre Fornminnen i socknen erhålls på kartan genom att skriva in sockennamn (utan "socken") i "Ange geografiskt område"